# Tropiocolotes confusus
Tropiocolotes confusus — вид геконоподібних ящірок родини геконових (Gekkonidae). Ендемік Оману. Описаний у 2018 році.

## Поширення і екологія
Tropiocolotes confusus відомі з типової місцевості, розташованої в районі Мугсаїлу на території мухафази Дофар.